# Cecil Collier
Pour les articles homonymes, voir Waters.
Cecil "Kid Haffey" Collier est un chanteur américain de blues et de jazz qui fut actif des années 1920 aux années 1960.

## Carrière
Cecil "Kid Haffey" Collier est un chanteur de blues de la même veine que Jimmy Rushing, mais dont la carrière n'a pas atteint le même niveau de notoriété. 
Durant les années 1920, Collier participe au circuit de Vaudeville de la Theatre Owners Booking Association (TOBA) avec Bessie Smith.
Ensuite, pendant l'ère du swing, il travaille avec l'orchestre de jazz de Don Redman, sa carrière de chanteur étant parfois ponctuée par des passages en tant que maître de cérémonie dans divers clubs de New York, dont le mondialement célèbre Apollo. 
Au milieu des années 1950, il travaille avec Count Basie à Philadelphie, mais malgré la haute estime que lui portent les autres artistes, Haffey reste un peu un héros de l'underground.
En 1961, le mystérieux philanthrope Fred Miles pense rectifier cette situation en invitant Cecil "Kid Haffey" Collier, qui assistait régulièrement aux concerts des saxophonistes Al Cohn et Zoot Sims au Half Note, à participer à l'enregistrement  d'un album avec ces derniers.
L'album Either Way est enregistré en février 1961 au Peter Ind Studio à New York,.
Le critique musical Scott Yanow du site AllMusic souligne que « La session se distingue par les trois excellentes chansons interprétées par le chanteur Cecil "Kid Haffey" Collier, oublié depuis longtemps. Si on se base sur sa version swing de Nagasaki et ses belles interprétations de Sweet Lorraine et I Like It like That, il ne méritait certainement pas son oubli ».

### Discographie
- 1961 : Either Way, avec Al Cohn et Zoot Sims (label Fred Miles Presents, référence FM-1)[1],[3],[4],[5],[6],[7]